# ديكلب (تكساس)
ديكلب، تكساس

ديكلب (بالإنجليزية: DeKalb)‏ هي مدينة أمريكية تقع في ولاية تكساس.تبلغ مساحة هذه المدينة 3.4 (كم²)،ويبلغ عدد سكانها 1769 نسمة حسب إحصاء سنة 2010 م. تشير إحصاءات سنة 2000م بأن الكثافة السكانية في هذه المدينة تقدر بـ(520.9) نسمة/كم2.

## التركيبة السكانية
حدّد مكتب تعداد الولايات المتحدة بيانات التركيبة السكانية لديكلب في تعداد الولايات المتحدة. في ما يلي، التركيبة السكانية حسب تعدادي 2000 و2010.

### تعداد عام 2000
بلغ عدد سكان ديكلب 1,769 نسمة بحسب تعداد عام 2000، وبلغ عدد الأسر 725 أسرة وعدد العائلات 477 عائلة مقيمة في المدينة. في حين سجلت الكثافة السكانية 498.3 نسمة لكل كيلومتر مربع (1,290.6/ميل2). وبلغ عدد الوحدات السكنية 853 وحدة بمتوسط كثافة قدره 240.3 لكل كيلومتر مربع (622.4/ميل2).
وتوزع التركيب العرقي للمدينة بنسبة 66.70% من البيض و30.81% من الأمريكيين الأفارقة و0.57% من الأمريكيين الأصليين و0.06% من الأمريكيين ذوي الأصول الآسيوية و0.68% من الأعراق الأخرى و1.19% من عرقين مختلطين أو أكثر و2.43% من الهسبانيون أو اللاتينيون من أي عرق.
بلغ عدد الأسر 725 أسرة كانت نسبة 33.9% منها لديها أطفال تحت سن الثامنة عشر تعيش معهم، وبلغت نسبة الأزواج القاطنين مع بعضهم البعض 43.2% من أصل المجموع الكلي للأسر، ونسبة 19.6% من الأسر كان لديها معيلات من الإناث دون وجود شريك، بينما كانت نسبة 3% من الأسر لديها معيلون من الذكور دون وجود شريكة وكانت نسبة 34.2% من غير العائلات. تألفت نسبة 32.4% من أصل جميع الأسر من عدة أفراد يعيشون في نفس المنزل ونسبة 20.7% كانت تتألف من شخص يعيش بمفرده يبلغ من العمر 65 عاماً أو أكثر. وبلغ متوسط حجم الأسرة المعيشية 2.32، أما متوسط حجم العائلات فبلغ 2.92.
بلغ العمر الوسطي للسكان 41.8 عاماً. وكانت نسبة 25.7% من القاطنين تحت سن الثامنة عشر، وكانت نسبة 7.4% بين الثامنة عشر والرابعة والعشرين عاماً، ونسبة 21% كانت واقعةً في الفئة العمرية ما بين الخامسة والعشرين والرابعة والأربعين عاماً، ونسبة 20.4% كانت ما بين الخامسة والأربعين والرابعة والستين، ونسبة 20.5% كانت ضمن فئة الخامسة والستين عاماً فما فوق. يوجد لكل 100 أنثى 82.7 ذكر، ويوجد لكل 100 أنثى في الثامنة عشر من عمرها فما فوق 73.3 ذكر.
بلغ متوسط دخل الأسرة في المدينة 23,713 دولارًا، أما متوسط دخل العائلة فبلغ 32,212 دولارًا. وكان متوسط دخل الذكور 27,955 دولارًا مقابل 20,750 دولارًا للإناث. وسجل دخل الفرد الخاص بالمدينة 14,360 دولارًا. وكانت نسبة 25.3% من العائلات ونسبة 28.3% من السكان تحت خط الفقر، وكان من هؤلاء نسبة 44.3% تحت سن الثامنة عشر ونسبة 25% في الخامسة والستين من العمر وما فوق.

### تعداد عام 2010
بلغ عدد سكان ديكلب 1,699 نسمة بحسب تعداد عام 2010، وبلغ عدد الأسر 698 أسرة وعدد العائلات 426 عائلة مقيمة في المدينة. في حين سجلت الكثافة السكانية 478.6 نسمة لكل كيلومتر مربع (1,239.6/ميل2). وبلغ عدد الوحدات السكنية 819 وحدة بمتوسط كثافة قدره 230.7 لكل كيلومتر مربع (597.5/ميل2).
وتوزع التركيب العرقي للمدينة بنسبة 64.98% من البيض و27.55% من الأمريكيين الأفارقة و1.18% من الأمريكيين الأصليين و0.29% من الأمريكيين ذوي الأصول الآسيوية و0.06% من سكان جزر المحيط الهادئ و4.06% من الأعراق الأخرى و1.88% من عرقين مختلطين أو أكثر و6.42% من الهسبانيون أو اللاتينيون من أي عرق.
بلغ عدد الأسر 698 أسرة كانت نسبة 30.5% منها لديها أطفال تحت سن الثامنة عشر تعيش معهم، وبلغت نسبة الأزواج القاطنين مع بعضهم البعض 38.3% من أصل المجموع الكلي للأسر، ونسبة 19.2% من الأسر كان لديها معيلات من الإناث دون وجود شريك، بينما كانت نسبة 3.6% من الأسر لديها معيلون من الذكور دون وجود شريكة وكانت نسبة 39% من غير العائلات. تألفت نسبة 35.4% من أصل جميع الأسر من عدة أفراد يعيشون في نفس المنزل ونسبة 18.9% كانت تتألف من شخص يعيش بمفرده يبلغ من العمر 65 عاماً أو أكثر. وبلغ متوسط حجم الأسرة المعيشية 2.33، أما متوسط حجم العائلات فبلغ 3.05.
بلغ العمر الوسطي للسكان 41.5 عاماً. وكانت نسبة 24.8% من القاطنين تحت سن الثامنة عشر، وكانت نسبة 8% بين الثامنة عشر والرابعة والعشرين عاماً، ونسبة 20.4% كانت واقعةً في الفئة العمرية ما بين الخامسة والعشرين والرابعة والأربعين عاماً، ونسبة 24% كانت ما بين الخامسة والأربعين والرابعة والستين، ونسبة 22.9% كانت ضمن فئة الخامسة والستين عاماً فما فوق. وتوزع التركيب الجنسي للسكان بنسبة 43.3% ذكور و56.7% إناث.

## أعلام
- أندي شابن
- أل بيركنز
- لوك ووكر